# Натчез (Міссісіпі)
Натчез (англ. Natchez) — місто (англ. city) в США, в окрузі Адамс на південному заході штату Міссісіпі. Населення — 14 520 осіб (2020). У минулому — найважливіший порт з фортом на річці Міссісіпі. Останнім часом — відомий історичний та культурний центр штату, відомий завдяки своєму зв'язку з боями під час Громадянської війни. Населення близько 16 тис. осіб (2007). Місто також відоме своїми казино, розташованими на набережній Міссісіпі.

## Географія
Місто розташоване на південному заході штату біля місця впадання річки на високому та горбистому лівому березі Міссісіпі, вкритому лісами. Навпроти, на іншому березі річки розташоване місто Відаль з плоскою рівнинною місцевістю.
Натчез розташований за координатами 31°32′58″ пн. ш. 91°23′19″ зх. д. / 31.54944° пн. ш. 91.38861° зх. д. (31.549502, -91.388730).  За даними Бюро перепису населення США в 2010 році місто мало площу 35,87 км², з яких 34,18 км² — суходіл та 1,69 км² — водойми. В 2017 році площа становила 42,46 км², з яких 40,94 км² — суходіл та 1,53 км² — водойми.

### Клімат
| Клімат : Натчез              | Клімат : Натчез | Клімат : Натчез | Клімат : Натчез | Клімат : Натчез | Клімат : Натчез | Клімат : Натчез | Клімат : Натчез | Клімат : Натчез | Клімат : Натчез | Клімат : Натчез | Клімат : Натчез | Клімат : Натчез | Клімат : Натчез |
| Показник                     | Січ.            | Лют.            | Бер.            | Квіт.           | Трав.           | Черв.           | Лип.            | Серп.           | Вер.            | Жовт.           | Лист.           | Груд.           | Рік             |
| Абсолютний максимум, °C      | 28,3            | 29,4            | 32,8            | 33,3            | 37,2            | 38,9            | 38,9            | 40,6            | 39,4            | 36,7            | 30,6            | 28,3            | 40,6            |
| Середній максимум, °C        | 14,6            | 17,2            | 21,8            | 25,8            | 29,1            | 32,0            | 33,1            | 33,0            | 30,7            | 26,4            | 20,9            | 16,5            | 25,1            |
| Середній мінімум, °C         | 3,1             | 4,7             | 8,8             | 13,0            | 16,7            | 20,4            | 22,1            | 21,6            | 18,9            | 12,4            | 8,6             | 4,8             | 12,9            |
| Абсолютний мінімум, °C       | −15,6           | −13,3           | −7,8            | −2,2            | −1,1            | 9,4             | 12,8            | 10,0            | 4,4             | −2,8            | −7,8            | −15             | −15,6           |
| Норма опадів, мм             | 164             | 128             | 171             | 154             | 139             | 119             | 102             | 99              | 95              | 101             | 142             | 164             | 1578            |
| ---------------------------- | --------------- | --------------- | --------------- | --------------- | --------------- | --------------- | --------------- | --------------- | --------------- | --------------- | --------------- | --------------- | --------------- |
| Джерело: The Weather Channel |                 |                 |                 |                 |                 |                 |                 |                 |                 |                 |                 |                 |                 |

## Населення
Населення сучасного Натчеза становить близько 16 тис. осіб (2007) і мало змінилося з кінця XIX століття. Афроамериканці, нащадки рабів завезених з Африки, складають 55% населення міста. Представники білої громади — становлять 40% (близько 6 тис. осіб). Решта — китайці, в'єтнамці, мексиканці (останнім часом збільшується приплив нелегальної робочої сили з Мексики). Середній дохід на душу — близько 15 000 доларів на рік (при середньому в США 41.000).
Згідно з переписом 2010 року, у місті мешкали 15 792 особи в 6849 домогосподарствах у складі 4115 родин. Густота населення становила 440 осіб/км².  Було 7932 помешкання (221/км²).
Расовий склад населення:
| - 58,3 % — чорних або афроамериканців - 39,6 % — білих - 0,4 % — азіатів - 0,2 % — корінних американців |

До двох чи більше рас належало 1,0 %. Частка іспаномовних становила 1,1 % від усіх жителів.
За віковим діапазоном населення розподілялося таким чином: 23,7 % — особи молодші 18 років, 58,2 % — особи у віці 18—64 років, 18,1 % — особи у віці 65 років та старші. Медіана віку мешканця становила 41,3 року. На 100 осіб жіночої статі у місті припадало 82,2 чоловіків;  на 100 жінок у віці від 18 років та старших — 77,1 чоловіків також старших 18 років.
Середній дохід на одне домашнє господарство  становив 46 857 доларів США (медіана — 28 549), а середній дохід на одну сім'ю — 56 165 доларів (медіана — 39 375). Медіана доходів становила 37 071 долар для чоловіків та 29 682 долари для жінок. За межею бідності перебувало 31,9 % осіб, у тому числі 57,4 % дітей у віці до 18 років та 15,4 % осіб у віці 65 років та старших.
Цивільне працевлаштоване населення становило 5595 осіб. Основні галузі зайнятості: освіта, охорона здоров'я та соціальна допомога — 24,5 %, мистецтво, розваги та відпочинок — 14,8 %, роздрібна торгівля — 13,6 %.